# Kinderfreundlichkeit
Als Freundlichkeit bezeichnen Umgangssprache und Sozialpsychologie das wertschätzende und liebenswürdige Verhalten eines Menschen gegenüber seiner sozialen Umgebung. Kinderfreundlichkeit bezeichnet dementsprechend ein solches Verhalten Kindern gegenüber. Der Begriff Familienfreundlichkeit wird häufig synonym verwendet, benötigt jedoch auch die Freundlichkeit den Eltern gegenüber.
In einem weiteren Wortsinn können auch eine physische Umgebung, eine Institution oder eine Ausprägung eines gesellschaftlichen Systems als kinderfreundlich bezeichnet werden, sofern ein Einfluss auf die Lage und das Wohlbefinden von Kindern und ihren Angehörigen von diesen Faktoren ausgeht.
Die Verwendung der Geburtenrate als Indikator für Kinderfreundlichkeit von Individuen oder in der Gesellschaft ist umstritten (siehe auch Vorurteile über Kinderlose).

## Umfrageergebnisse zum Thema Kinderfreundlichkeit

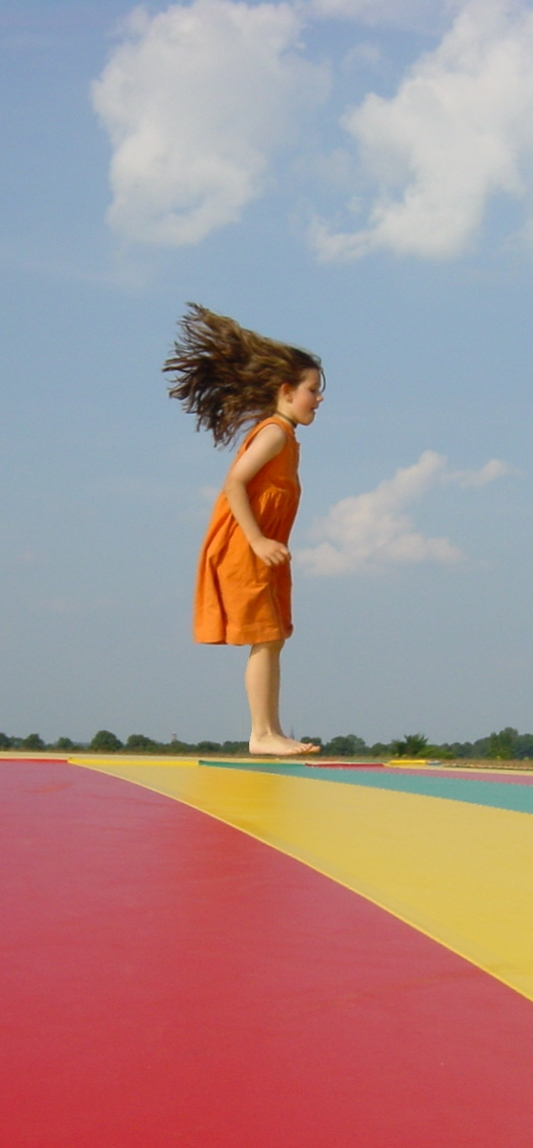
Springendes Kind auf einem Hüpfkissen

Zwischen Juli und September 2004 befragte das Forsa-Institut Eltern von Kindern bis 13 Jahren nach ihren Wünschen an Staat, Wirtschaft und Gesellschaft. Veröffentlicht wurde diese Umfrage in einer Pressemitteilung des Verlags „Gruner + Jahr“ vom 11. Januar 2005. Das Fazit der Umfrage:

„Ganz oben auf der Wunschliste der Eltern stehen eine kinderfreundlichere Gesellschaft (77 Prozent), günstigere Preise für Familien (92 Prozent), mehr finanzielle Unterstützung durch den Staat (85 Prozent) und die Anerkennung der Erziehungsleistung (77 Prozent).“

Zu den Studien, die sich mit der Lebenssituation von Kindern und Jugendlichen befassen, gehören auf internationaler Ebene die UNICEF-Berichte zur Lage der Kinder, die HBSC-Gesundheitsstudien der WHO, die World Vision Kinderstudie und die PISA-Studien der OECD, in Deutschland zudem die Kinder- und Jugendgesundheitsstudie KiGGS, das LBS-Kinderbarometer, das Kinderpanel des DJI, der Kinder- und Jugendbericht der Bundesregierung, der Robert-Koch-Survey, die World Vision Kinderstudie, die Shell-Jugendstudie, und in der Schweiz die Schweizer Kinder- und Jugendstudie COCON.

## Kinderfreundliches Verhalten Einzelner
Eine Person, die Kinder mag und im Umgang mit ihnen besondere Freundlichkeit und Warmherzigkeit zeigt, wird umgangssprachlich als kinderlieb bezeichnet. Kinderfreundliches Verhalten setzt eine besondere Aufmerksamkeit gegenüber den Wünschen und Bedürfnissen von Kindern voraus. Diese Eigenschaften sind auch für die Ausübung einiger Berufe wichtig, insbesondere in den Bereichen der professionellen Kinderbetreuung und -erziehung, wo sie heute in demokratischen Ländern zu den erforderlichen Eingangsvoraussetzungen gehören (weitestgehende Abkehr von der in autoritären Systemen oft anzutreffenden missbräuchlichen Erziehung).
Dass Kinder Rücksichtnahme nicht nur von Anderen erwarten sollten, sondern sie umgekehrt auch Anderen gegenüber üben sollten, wurde bereits durch Freiherr von Knigge hervorgehoben, der in seinem Werk Über den Umgang mit Menschen von sich selbst schrieb, er habe dies in jungen Jahren nicht genügend erlernt: „… ich war in der ersten Erziehung ein wenig verzärtelt und durch große Aufmerksamkeit, deren man meine kleine Person früh gewürdigt hatte, gewöhnt worden, sehr viel Rücksichten von andern Leuten zu fordern“. Eine antiautoritäre oder verzärtelnde Erziehung, die Kindern keine Grenzen setzt, ist nicht unbedingt Ausdruck von Kinderfreundlichkeit.
Im öffentlichen Raum zeigt sich Kinderfreundlichkeit im alltäglichen Umgang mit Kindern und in besonderer Weise im Maß der Rücksicht, die Verkehrsteilnehmer im Straßenverkehr zeigen, um Sicherheit von Kindern im Straßenverkehr zu gewährleisten. Dabei ist juristisch die erforderliche Sorgfaltspflicht ein Mindestmaß an Rücksicht, das gegenüber Kindern im Straßenverkehr vorgeschrieben ist.
Regelwerke wie eine kinderfreundliche Hausordnung, welche Kindern Freiräume zum Spielen gewährt, sind für ein kinderfreundliches Wohnumfeld von Bedeutung. Bei Gemeinschaftseigentum entscheiden oft jeweils vorliegende Mehrheitsverhältnisse (beispielsweise in Eigentümerversammlungen) über die konkrete Ausgestaltung der Wohnsituation. In den Fällen, in denen es einen einzelnen Vermieter gibt, kann dieser durch eine entsprechende Ordnung seine Kinderfreundlichkeit unter Beweis stellen. Ein weiterer Beweis für die Kinderfreundlichkeit von Wohnungseigentümern ist es, wenn sie Mehrkindfamilien die Chance geben, eine Wohnung anzumieten. Sofern ein solcher Einsatz dem unmittelbaren wirtschaftlichen Interesse widerspricht, kann hierbei auch Altruismus eine Rolle spielen.
Kinderfreundlich werden auch Tiere, insbesondere Haustiere wie zum Beispiel Hunde, genannt, wenn sie besonders freundlich, vorsichtig und spielerisch mit Kindern umgehen, und der Begriff wird zur Charakterisierung solcher Hunderassen verwendet, die typischerweise solches Verhalten zeigen. Im gesellschaftlichen Umgang zwischen Hundebesitzern und Kindern treten teils Konflikte über die Nutzung öffentlichen Raumes auf. Je nach Standpunkt variieren die Forderungen zwischen einem größeren Schutz ausgewiesener Kinderspielbereiche, der Aufstellung und Nutzung von Hundeklos, der Anlage umzäunter Hundewiesen oder ausgewiesener Bereiche mit Leinenpflicht.

## Kinderfreundliche Gesellschaft, Wirtschaft und Politik
Der Grad, nach dem Individuen sich im öffentlichen Leben kinderfreundlich verhalten, prägt die Lebenswelt von Kindern und ihrer Eltern und ist in diesem Sinne kennzeichnend für die Kinderfreundlichkeit einer Gesellschaft. Die Kindheitsforschung untersucht Zugänge zur kindlichen Perspektive, und Kinder werden dabei ausdrücklich als aktiv Handelnde und (Mit-)Gestaltende betrachtet.
Kinderfreundlich ist eine Gesellschaft, in der die Bestimmungen der Kinderrechtskonvention der Vereinten Nationen vom 20. September 1990 in die Praxis umgesetzt sind, das heißt in der die Versorgungsrechte, die Entwicklungsrechte, die Schutzrechte und die Mitbestimmungsrechte der Kinder verwirklicht sind.
Eine gesellschaftliche Wertschätzung von Kindern ist keine Selbstverständlichkeit. So werden in der Gesellschaft Kinder vielfach unterschwellig als lästig empfunden, und Familien mit geringem Einkommen und mehreren Kindern werden in der Gesellschaft oft als „asozial“ angesehen.
Gemäß § 1 Abs. 1 Nr. 4 des Achten Buches Sozialgesetzbuch soll Jugendhilfe „dazu beitragen, positive Lebensbedingungen für junge Menschen und ihre Familien sowie eine kinder- und familienfreundliche Umwelt zu erhalten oder zu schaffen“.
Zu einer kinderfreundlichen Gesellschaft gehört insbesondere, so der gesellschaftliche Konsens, eine geeignete Vermittlung von Werten. So gab das Bundesforum Familie am 25. November 2008 als Teilergebnis eines zweijährigen Projekts die Berliner Erklärung zur wertorientierenden Erziehung heraus.

### Kinderfreundliche Infrastruktur
Kinderfreundlichkeit zeigt sich darin, ob bzw. inwieweit die öffentliche, aber auch die private Infrastruktur den Bedürfnissen von Kindern entspricht.
Zur kinder- und familienfreundlichen Infrastruktur gehören nach weitgehendem gesellschaftlichem Konsens beispielsweise Spielplätze und Freizeit- und Sportangebote für Familien. Öffentliche und privatwirtschaftliche Infrastrukturelemente überschneiden sich teilweise. So bestehen neben kommunalen Kindergärten auch kirchliche und private Kindergärten; neben öffentlichen Spielplätzen existieren auch als Wirtschaftsunternehmen geführte überdachte Kinderspielbereiche; Kinderbildungsangebote können durch die öffentliche Hand oder auch durch private Anbieter bereitgehalten werden.
Für die Kinderfreundlichkeit von Kindertagesstätten ist die Qualität der Betreuung und Bildung, insbesondere der Betreuungsschlüssel, entscheidend.
- Zur öffentlichen Infrastruktur gehören z. B.: ein durchgängiges Radwegenetz mit Ampeln an gefährlichen Übergängen; Stadtbibliotheken und Bücherbusse mit Kinder- und Jugendliteratur; Einrichtungsdetails wie eine die reale Körpergröße berücksichtigende Bestuhlung in Schulen; Umsetzung neuer museumsdidaktischer Erkenntnisse in Museen usw.
- Zur privatwirtschaftlichen Infrastruktur gehören z. B. Kinderstühle und kindgerechte Portionen in Restaurants, Kinderbetreuungsangebote in Geschäften, Familientickets bei privaten Dienstleistern aller Art usw.

Kinderhilfswerke bemühen sich um eine Verbesserung der Infrastruktur im Inland, aber auch in anderen Ländern (siehe auch UNICEF).
Die Baby-friendly Hospital Initiative von UNICEF und der Weltgesundheitsorganisation WHO wurde 1991 initiiert und fordert Spitäler weltweit auf, ein 10-Schritte-Programm zur Schaffung stillfreundlicher Rahmenbedingungen in Geburtsstätten umzusetzen. Gemäß dem Internationalen Kodex für die Vermarktung von Muttermilchersatzprodukten darf insbesondere als „babyfreundlich“ bezeichneten Krankenhaus keinerlei Werbung für Muttermilchersatz stattfinden.

### Kinderfreundliche Angebote, Produkte und Dienstleistungen
Ausgerichtetheit auf die Bedürfnisse von Kindern und Familien: kinder- und familienfreundliche Hotels und Gaststätten, kinder- und familienfreundliche Preise (beispielsweise ermäßigte Tarife für Kinder oder auch Familienermäßigungen, verbilligte Kinderportionen in Gaststätten, Familienrabatte), Kinderabteile in Zügen oder – wie in Skandinavien – ganze Kinderwaggons zum Spielen.
Auf Kinder als Zielpersonen oder Konsumenten zugeschnittene und als „kinderfreundlich“ bezeichnete Produkte sind nicht notwendigerweise an tatsächlichen Bedürfnissen von Kindern orientiert: „kinderfreundliche Werbung“, „kinderfreundliches Fernsehen“.
Das Gütesiegel OK für Kids – Kinderfreundlichkeit wurde vom TÜV Nord CERT und dem Deutschen Kinderschutzbund entwickelt. Es soll kinderfreundliche Produkte und Dienstleistungen auszeichnen und eine qualitative Orientierung im Markt zu ermöglichen. Es umfasst Prüfkriterien zur Kinderfreundlichkeit in Hotels, Ferienhäusern, Pensionen und Freizeitparks.

### Kinderfreundliche Politik des Staates
Es wird argumentiert, dass eine kinderfreundliche Politik auf den Kinderwunsch und die Realisierung von Kinderwünschen Einfluss haben könne. Gefordert werden (höhere) Transferleistungen und niedrigere Zahlungen von Steuern und Sozialabgaben von Familien (in Deutschland als Familienleistungsausgleich zusammengefasst) sowie öffentliche Investitionen in die soziale Infrastruktur für Familien, Kinder und Jugendliche. Im Kontext einer Marktwirtschaft ist allerdings stets ordnungspolitisch zu prüfen, ob wirklich im Einzelfall die öffentliche Hand für die Erbringung bestimmter kinderfreundlicher Dienstleistungen zuständig ist.
Aus dem 2002 beschlossenen Abschlussdokument „Eine kindgerechte Welt“ der Vereinten Nationen ging als Initiative der deutschen Bundesregierung der Nationale Aktionsplan „Für ein kindergerechtes Deutschland 2005-2010“ (NAP) hervor. Basis des Nationalen Aktionsplans ist die Kinderrechtskonvention, die 1989 von der UN-Vollversammlung angenommen und bisher von 192 Staaten der Erde ratifiziert wurde. Zuständig für die Entwicklung und Umsetzung des NAP ist das Bundesministerium für Familie, Senioren, Frauen und Jugend (Bundesfamilienministerium).
Grundanliegen des deutschen NAP ist die Verbesserung der Lebensbedingungen von Kindern, hierzu wurde er in sechs Themenfelder unterteilt:

#### Chancengerechtigkeit durch Bildung
Aufgrund der bedeutenden Rolle der Schule für Kinder ist hier vorrangig die Qualität und Ausgestaltung des Schulsystems zu nennen. Insbesondere ist es erforderlich, dass Kinder eine ihrem Alter und ihren Fähigkeiten entsprechende Förderung erfahren und dass sich der Schulalltag weitestmöglich ohne Angst, Mobbing oder Gewalt gestaltet.
In ihrer 2020 veröffentlichten Studie „Familienfreundliche Mittelstädte“ bezeichnet die Contor GmbH solche Städte als „familienfreundlich“, in denen „[m]öglichst wenige Kinder und Jugendliche […] die Schule abbrechen“ und in denen „die Stadt […] starke Erziehungs-, Unterrichts- und Bildungsmöglichkeiten biete[t].“
Aufgabe der Politik ist es laut NAP, „allen Kindern und Jugendlichen, unabhängig von Herkunft und Geburt, einen umfassenden Zugang zu einer hochwertigen Bildung zu verschaffen […] Die Bundesregierung hat es deshalb zu ihren vordringlichen Zielen erhoben, das derzeit selektive Bildungssystem umzugestalten und stattdessen die individuelle Förderung jedes einzelnen Kindes zum Herzstück einer neuen Bildungspolitik zu erklären.“
In ihrem „Geschäftsbericht 2007“  beschäftigt sich die UNICEF mit der Situation von Kindern mit Migrationshintergrund in Deutschland: „In Deutschland wachsen fast 4,5 Millionen Kinder und Jugendliche unter 20 Jahren auf, deren Eltern oder Großeltern eingewandert sind. Ein großer Teil von ihnen hat deutlich schlechtere Bildungschancen. Sie besuchen seltener höhere Schulen und stellen fast 30 Prozent aller Schulabbrecher. Nahezu 40 Prozent aller Heranwachsenden ohne beruflichen Abschluss sind ausländischer Herkunft. Oft fehlt es an Sprachkenntnissen und Unterstützung in den Familien. Gleichzeitig gibt es aber zu wenig qualifizierte Förderangebote in Kindergärten und Schulen. Viele Kinder und Jugendliche fühlen sich aussortiert und abgeschoben.“
Diese Missstände gelte es abzustellen, fordern die UNICEF, der Deutsche Kinderschutzbund, das Deutsche Kinderhilfswerk und das Bündnis für Kinder.

#### Aufwachsen ohne Gewalt
(vgl. auch den Artikel Kinderschutz)
Der Staat muss sein Wächteramt ernst nehmen (in Deutschland aus Artikel 6 des Grundgesetzes ableitbar). Dazu gehört, dass der Staat frühzeitig von Fällen der Kindesmisshandlung, des Kindesmissbrauchs und der Vernachlässigung von Kindern durch ihre Eltern erfährt, gemäß dem Motto „Fordern und Fördern“ einschreitet und überforderten Eltern Hilfe anbietet. In Extremfällen kann und muss der Staat unverantwortlich handelnden Eltern das Sorgerecht entziehen und sie bestrafen. Funktionstüchtige Jugendämter sind für die Wahrnehmung des Wächteramts eine wesentliche Voraussetzung.
Das österreichische „Bundesministerium für Gesundheit, Familie und Jugend“ hat einen „Leitfaden für die Kinderschutzarbeit in Gesundheitsberufen“ mit dem Titel „Gewalt gegen Kinder und Jugendliche“ herausgegeben, in dem insbesondere Ärzte für die physischen und psychischen Folgen des Fehlverhaltens Erziehungsberechtigter sensibilisiert werden sollen. In diesem Leitfaden wird die Verantwortung des Staates und der Gesellschaft für das Wohl der Kinder betont.
Im November 2000 wurde in Deutschland das Gesetz zur Ächtung von Gewalt in der Erziehung in Kraft gesetzt, durch das Erziehungsberechtigten der Unrechtscharakter von Gewaltanwendung verdeutlicht werden soll. Einen neuen Schwerpunkt staatlichen Handelns bildet der Kampf gegen Gewaltausübung in Form von Kindesvernachlässigung. In der Broschüre „Kindesvernachlässigung: Erkennen – Beurteilen – Handeln“ befasst sich das Niedersächsische Sozialministerium in Zusammenarbeit mit dem Deutschen Kinderschutzbund ausführlich mit dem Thema.

#### Förderung eines gesunden Lebens und gesunder Umweltbedingungen
In seiner Broschüre „Strategie der Bundesregierung zur Förderung der Kindergesundheit“ vom Mai 2008 beschreibt das Gesundheitsministerium die Gesundheitslage von Kindern in Deutschland folgendermaßen:
- Kinder aus sozial schwachen Familien sind häufiger von Verkehrsunfällen, verschiedenen Krankheiten, Übergewicht sowie psychischen Auffälligkeiten betroffen als der Schnitt und nehmen seltener Vorsorgeuntersuchungen wahr.
- Dies gilt teilweise auch für Kinder mit Migrationshintergrund, z. B. in Bezug auf Übergewicht, mangelnde körperliche Aktivität und Inanspruchnahme von Vorsorgeuntersuchungen. In anderen Bereichen verfügen sie über besondere Ressourcen und gesundheitsförderliche Potentiale, die jedoch häufig mit zunehmender Aufenthaltsdauer verloren gehen.
- Chronische Erkrankungen wie Neurodermitis und Bronchitis gewinnen gegenüber akuten Erkrankungen zunehmend an Bedeutung. So leiden ca. 13 % der untersuchten Kinder und Jugendlichen unter Bronchitis, 13 % an Neurodermitis und 11 % an Heuschnupfen.
- Psychische Auffälligkeiten und Verhaltensstörungen sind keine Ausnahmen mehr. Bei ca. 12 % der Mädchen und 18 % der Jungen wurden Hinweise auf Verhaltensauffälligkeiten und emotionale Probleme festgestellt. Jedes zehnte Kind zeigt Symptome einer Angst-, jedes zwanzigste Kind Symptome einer depressiven Störung. Unter den 17-Jährigen finden sich bei fast jedem dritten Mädchen und etwa jedem achten Jungen Symptome von Essstörungen. Ein ungünstiges Familienklima und ein niedriger sozioökonomischer Status sind die wichtigsten Risikofaktoren.
- 15 % der Kinder haben Übergewicht.
- Die motorische Leistungsfähigkeit hängt unter anderem vom Sozialstatus ab.

Am 27. Juni 2008 wurde der Nationale Aktionsplan zur Prävention von Fehlernährung, Bewegungsmangel, Übergewicht und damit zusammenhängenden Krankheiten verabschiedet. Unter dem Motto „IN FORM – Deutschlands Initiative für gesunde Ernährung und mehr Bewegung“ will die Bundesregierung Maßnahmen fördern, die die gesunde Ernährung von Kindern und Jugendlichen und mehr Bewegung zum Ziel haben.
Bereits 2007 hat das „Symposium Bewegungs(t)räume“ Anregungen für Akteure entwickelt, wie Kinder motiviert werden können, sich mehr zu bewegen.
Zur Förderung der Gesundheit von Kindern und Jugendlichen gehören nach dem „Nationalen Aktionsplan für ein kindergerechtes Deutschland“ auch Kampagnen gegen den zunehmenden Konsum von Alkohol, Tabakwaren und illegalen Drogen bei Kindern und Jugendlichen sowie gegen das zwangsweise Passivrauchen.

#### Beteiligung von Kindern und Jugendlichen
Im Zuge der demographischen Alterung der deutschen Gesellschaft wird es immer wichtiger, dass die Interessen von Kindern und Jugendlichen im Prozess der politischen Willensbildung auf allen Ebenen hinreichend zur Geltung kommen. Dazu benötigen Kinder und Jugendliche, die in Deutschland nahezu durchgängig vom Wahlrecht ausgeschlossen sind (in einigen Bundesländern dürfen allerdings bereits 16-Jährige an Kommunalwahlen teilnehmen), „Anwälte“, die sich für sie einsetzen.
Am 11. September 2003 beantragten Abgeordnete mehrerer Fraktionen im Deutschen Bundestag „Mehr Demokratie wagen durch ein Wahlrecht von Geburt an“ (Bundestagsdrucksache 15/1544). Sie forderten formal das Wahlrecht für Kinder, welches bis zu ihrer Volljährigkeit jedoch von den Eltern ausgeübt werden sollte. Zu den Antragstellern zählten unter anderem der seinerzeitige Bundestagspräsident Wolfgang Thierse (SPD) sowie seine beiden Stellvertreter Hermann Otto Solms (FDP) und Antje Vollmer (Die Grünen). Der Antrag wurde schließlich abgelehnt. Daneben gibt es Forderungen, Kindern und Jugendlichen ohne Altersgrenze das persönliche Wählen zu gestatten.
Am 27. Juni 2008 stellten 46 Bundestagsabgeordnete einen neuen interfraktionellen Antrag, dem zufolge auch Kinder künftig das Wahlrecht bekommen sollen. Dieses solle zunächst treuhänderisch von den Eltern ausgeübt werden. Sobald Kinder dazu in der Lage seien, sollten sie selbst das Wahlrecht ausüben.

#### Entwicklung eines angemessenen Lebensstandards für alle Kinder
Zu einer kinder- und familienfreundlichen Gesellschaft und Politik werden, neben der Wertschätzung von Kindern, oft auch gezählt: eine bessere Vereinbarkeit von Familie und Beruf sowie eine Anerkennung von Elternarbeit. Eine Anerkennung kann beispielsweise als finanzielle Leistung in Form eines Erziehungsgehalts gestaltet sein.
Auch der Anteil an relativ Armen unter den Kindern ist ein Gradmesser für die Kinderfreundlichkeit einer Gesellschaft. Fehlendes Wohlergehen der Kinder, etwa aufgrund mangelnder Möglichkeit zur Teilnahme am sozialen Leben, stellen für Eltern einen hohen Stressfaktor dar.
In der Studie der Contor GmbH wird die Wichtigkeit der Frage betont, wie gut in der betreffenden Stadt die Chancen für Eltern sind, zu Wohlstand zu gelangen, und wie gering die Wahrscheinlichkeit, arbeitslos zu werden: „Die Wahrscheinlichkeit, von Arbeitslosigkeit und/oder Insolvenzen bedroht zu werden, sollte gering sein. Die Region sollte einen gewissen Wohlstand bieten oder sich in positive Richtung bewegen.“

#### Internationale Verpflichtungen
Durch Kinderfreundlichkeit soll sich auch die Außen- und Entwicklungspolitik der Bundesregierung auszeichnen: Primär geht es dabei um die Bekämpfung der Kinderarmut in Entwicklungsländern, um die Bildung und Gesundheit von Kindern (v. a. den Schutz vor AIDS), um die Situation geflohener Kinder und um die Gleichberechtigung von Mädchen.
Aus Artikel 24 der Behindertenrechtskonvention der Vereinten Nationen ergibt sich für die Unterzeichnerstaaten der Konvention die Pflicht, ein inklusives, das heißt behinderte Kinder nicht ausschließendes Schulsystem anzubieten. Der Behindertenrechtskonvention liegen finanzwissenschaftliche Untersuchungen zugrunde, wonach ein inklusives Bildungssystem zumeist langfristig kostengünstiger ausfällt als die Unterhaltung eines dualen Systems von Regel- und Förderschulen; demnach wäre Geldmangel der öffentlichen Hand kein akzeptabler Grund, das Inklusionspostulat nicht zu verwirklichen.

### Kommunale Ebene
Das Deutsche Kinderhilfswerk fordert:

„„Kinderfreundlichkeit“ muss in der Festlegung und Ausgestaltung kommunalpolitischer Schwerpunkte zu einem echten Markenzeichen werden.“

Auch unter wirtschaftlichen und demografischen Gesichtspunkten ist die Kinder- und Familienfreundlichkeit der Kommunalpolitik von Bedeutung. Es wird vermutet, dass örtliche Bedingungen für junge Familien Einfluss hat auf den Zu- und Wegzug junger Familien. Auch hierbei ist zu prüfen, ob und inwieweit die politische Kommune für Änderungen zuständig ist. Familien- und kinderfreundliches Handeln in Kommunen (durch die kommunale Politik, aber auch durch die „Politik“ der Firmen am Ort) gilt allerdings zunehmend als harter Standortfaktor bei der Anwerbung von zunehmend knapper werdendem qualifizierten Personal. Beispielsweise praktizieren einzelne Kommunen einen „Kinderrabatt“ beim Kauf von Grundstücken von der Kommune, der aus demografischen Erwägungen heraus den Zuzug junger Familien fördern bzw. ihren Wegzug verhindern soll, oder halten Erbbaugrundstücke zu solchen Zwecken bereit; andere Kommunen erwägen, sich diesem Beispiel anzuschließen. Weitere Möglichkeiten der Kommunalpolitik bestehen darin, kommunale Gebühren für Familien zu ermäßigen sowie das ehrenamtliche Engagement zu Gunsten von Familien und Kindern (v. a. die Arbeit lokal tätiger Vereine) finanziell und durch Bereitstellung kommunaler Infrastrukturen zu fördern. In Alltags- und Erziehungsfragen ist auch die Kommune gefordert, überforderte Eltern oder Eltern mit Beratungsbedarf zu unterstützen. Diesem Zweck dienen unter anderem das Angebot an Elternkursen und die Einrichtung der „Familienhebamme“.
Gemäß der von den für die Stadtentwicklung zuständigen Ministern der Mitgliedsstaaten der Europäischen Union angenommenen Leipzig Charta zur nachhaltigen europäischen Stadt sind in „benachteiligten Stadtquartieren“ Bildungsangebote vorzuhalten, die geeignet sind, die Chancen der dort lebenden Kinder und Jugendlichen zu verbessern.
Auch auf kommunaler Ebene gibt es Überlegungen, wie im Prozess der politischen Willensbildung Interessen von Kindern und Jugendlichen stärker Geltung verschafft werden kann und eine Mitsprache von Kindern und Jugendlichen gestaltet werden kann. Das „Kinderhilfswerk“ in Brandenburg bietet beispielsweise einen Ausbildungsgang „Moderatorin/Moderator für Kinder- und Jugendbeteiligung“ an. In vielen Gemeinden gibt es Kinder- und Jugendparlamente; eine weitere Möglichkeit zur Teilhabe sind Kinder- und Jugendbeiräte.
In vorrangig kommunalpolitischer Verantwortung liegt auch die Schaffung eines kinderfreundlichen Wohnumfeldes.

#### Kinder- und familienfreundliches Wohnumfeld

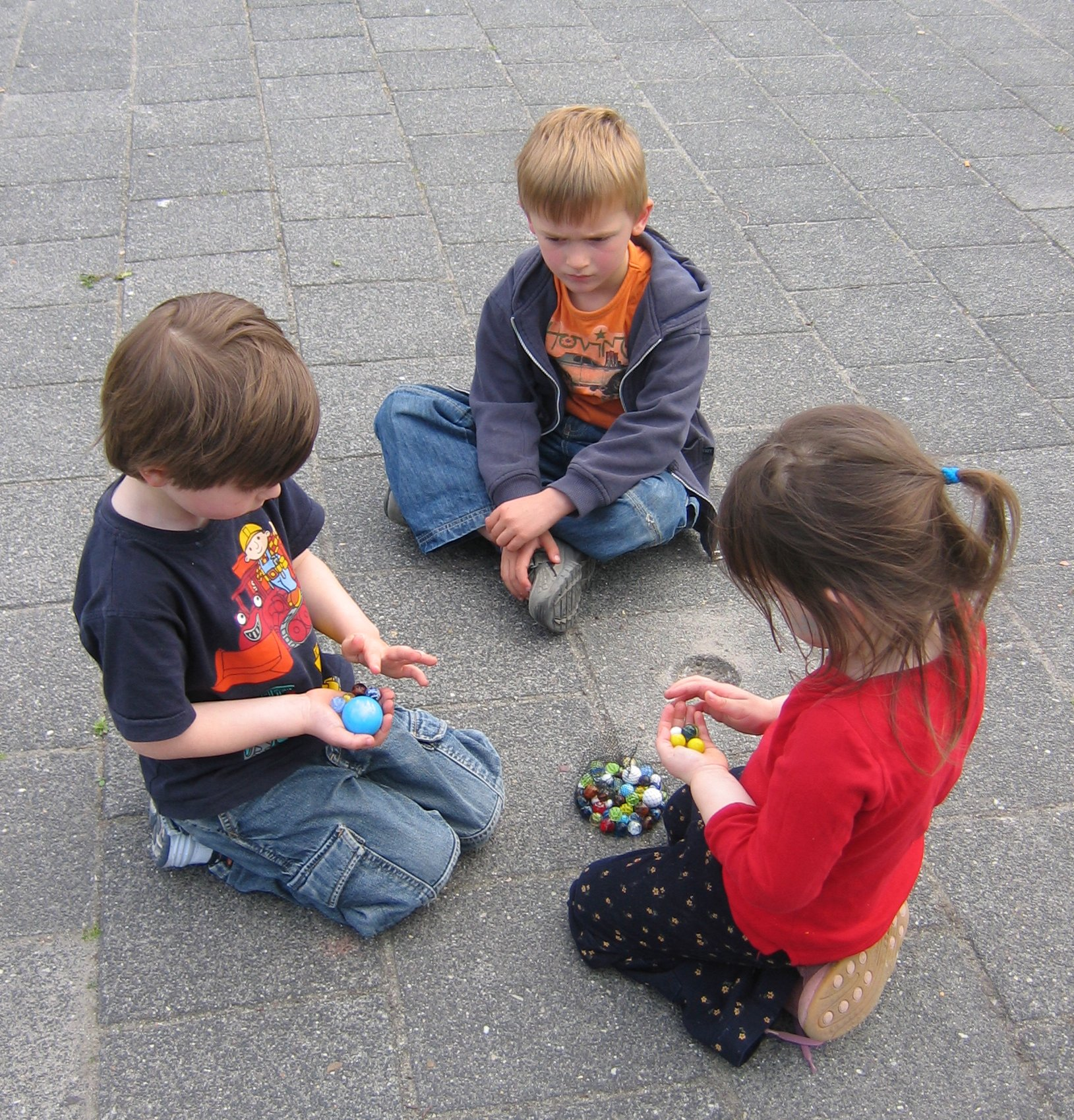
Kinder beim Murmelspiel

Als Kriterien für kinderfreundliche Stadtplanung gelten vor allem Bewegungsräume, die ihnen Freiraum für die Entwicklung ihrer Fähigkeiten lassen. Es wird vor von einer zunehmenden „Verhäuslichung“ und „Verinselung“ der Kindheit gesprochen, bei der vor allem in Städten der Lebensraum der Kinder sich auf Innenräume und einzelne Bereiche beschränkt, die für sie oft nur durch Hilfe von Erwachsenen erreichbar sind. Die sogenannte „Freiburger Kinderstudie“ wies nach, dass es kaum einen Einflussfaktor gibt, der den Kinderalltag so stark beeinflusst wie die Möglichkeit zum unbeaufsichtigten Spiel mit Gleichaltrigen im unmittelbaren Wohnumfeld. Laut den Ergebnissen der Studie beeinflussen Merkmale der unmittelbaren Wohnumgebung (in einem Umkreis von 150 bis 200 Metern) die Zeitverwendung von Kindern in weit stärkerem Maße als es die Merkmale Alter, Geschlecht, Familienstatus, Erwerbstätigkeit und Bildungsmilieu der Eltern tun. Hier spielt die Kommunalpolitik eine wichtige Rolle, da sie beispielsweise durch die kommunale Verkehrspolitik und die Platzierung und Gestaltung von Spielorten oder auch Naturerfahrungsräumen Einfluss nehmen kann. Als kommunales Planungsinstrument bietet sich hier die Spielleitplanung an.
Initiativen wie die Entwicklung von Kinderstadtplänen verdeutlichen die räumliche Struktur von Angeboten für Kinder.
Kinderfreundlichkeit von Wohnanlagen, so etwa große Grünflächen und Fußgängerbereiche, eine hohe Dichte an Kinderspielplätzen und eine Nähe zu Kindergärten, Schulen und Sportanlagen, wird im Immobilienhandel als Argument für den Wert einer Wohnlage verwendet.
In diesem Zusammenhang wird von kinderfreundlicher Verkehrspolitik gesprochen, wenn Kinder sich verkehrssicher in ihrem Wohngebiet bewegen können, sie ihre Schulwege ohne Angst zurücklegen können und ausreichend Spiel- und Bewegungsräume im Außenraum haben und wenn Eltern nicht ständig auf ihre Kinder Acht geben müssen und aufgrund der öffentlichen Verkehrsmittel auf ein Privatauto verzichten können. Ansätze zur Veränderung sind beispielsweise eine Öffnung von Schulhöfen außerhalb der Schulzeit und eine bessere Nutzung von Hinterhöfen. Auch private Initiativen zur Schaffung von Gemeinschaftsgärten sind bekannt.
Verkehrsberuhigte Bereiche wie Fußgängerzonen, Spielstraßen und autofreie Wohnbereiche mit Spielplätzen und Freiflächen tragen zur Kinderfreundlichkeit des Wohnumfeldes wesentlich bei. Sogenannt „optisch autofreie“ Bereiche, beispielsweise verkehrsfrei angelegte Wohnparks mit unterirdischen Zufahrten zu den Parkgelegenheiten, erfüllen zwar nicht die ökologische Funktion gänzlich autofreier Bereiche, erlauben Kindern aber eine weitgehend verkehrssichere Umgebung. Auch Sackgassen und Anliegerstraßen können den Bewegungsraum von Kindern sicherer und ruhiger gestalten. Allerdings wird beispielsweise in Deutschland Kritik am Straßenverkehrsrecht geäußert, da Kinder selbst in Sackgassen nicht ungefährdet spielen könnten. In Österreich wurde in einer Einzelfallentscheidung eine Sackgasse für eine begrenzte Anzahl von Stunden am Tag zu einer Wohnstraße erklärt, um die Interessen von Anrainern mit Kindern und ruhebedürftiger Anrainer ohne Kinder miteinander in Einklang zu bringen. In Skandinavien sind kinderfreundliche Wohnumfelder entstanden, in denen sich Fußgänger und spielende Kinder einerseits und Kraftfahrzeuge andererseits in getrennten Verkehrsebenen befinden.
Die Durchsetzung verkehrssichernder Maßnahmen für Kinder wird im Allgemeinen als ein mühsamer und langwieriger Prozess angesehen. Der Schweizerischen Vereinigung der Elternorganisationen zufolge seien die Möglichkeit für Kinder, im Bereich der Nachbarschaft frei spielen zu können, stark von Verhalten Einzelner abhängig: so würden bereits ein bis zwei „Raser“ pro Tag an einer ansonsten ruhigen Straße spielende Kinder wirksam von der Straße vertreiben. 
Das Deutsche Kinderhilfswerk fordert „ein vernetztes System kindgerechter Spiel-, Erlebnis- und Aufenthaltsbereiche in Städten und Kommunen“ und stellt fest:

„Die Erfahrungsräume von Kindern und Jugendlichen wurden durch intensive Bebauung und Funktionalisierung der Außenräume von Städten und Kommunen völlig verändert bzw. gingen verloren. Kinder und Jugendliche geraten in die Isolation, weil ihnen Spielplätze als Reservate angeboten werden oder Flächen von minderer Freiraumqualität am Orts- oder Quartiersrand, die nur schlecht oder unter Gefahren erreichbar sind. Stark befahrene Straßen bilden schwer oder nicht überwindbare Barrieren, welche die Stadtteile zerschneiden. Zusätzlich sind Wohnortstraßen in den letz[t]en Jahren für Kinder fast vollständig als Spielort verloren gegangen.“

Der Bereich „familienfreundliches Lebensumfeld“ ist eines der Themenfelder, in dem sich auch die Lokalen Bündnisse für Familie engagieren.

### Einzelne Länder im Vergleich
Laut einer Untersuchung des Berlin-Institut für Bevölkerung und Entwicklung gehören Island, Schweden und Frankreich zu den kinderfreundlichsten Staaten Europas, wenn Kinderfreundlichkeit an Kriterien wie beispielsweise am Angebot an Krippen- und Kindergartenplätzen, an der Familiengröße und dem Anteil der Frauen, die sich gegen ein Leben mit Kindern entscheiden, gemessen wird.
Andere Untersuchungen richten das Augenmerk auf die Lebensumstände von Kindern in der Gesellschaft. So wurden in einer UNICEF-Studie von 2007 unter 21 Staaten die Niederlande, Schweden, Dänemark und Finnland als kinderfreundlichste Staaten angegeben; Großbritannien und die USA hatten die schlechtesten Bewertungen. Deutschland liegt in allen Teilbereichen im Mittelfeld (Platz 11 von 21 Staaten), Österreich im hinteren Drittel (auf Platz 18). In einer 2019 veröffentlichten UNICEF-Untersuchung zur Familienfreundlichkeit in Europa liegt die Schweiz auf dem letzten Platz.